# Tōkamachi

Tōkamachi (十日町市 Tōkamachi-shi?) este un municipiu din Japonia, prefectura Niigata.